# Nisiro

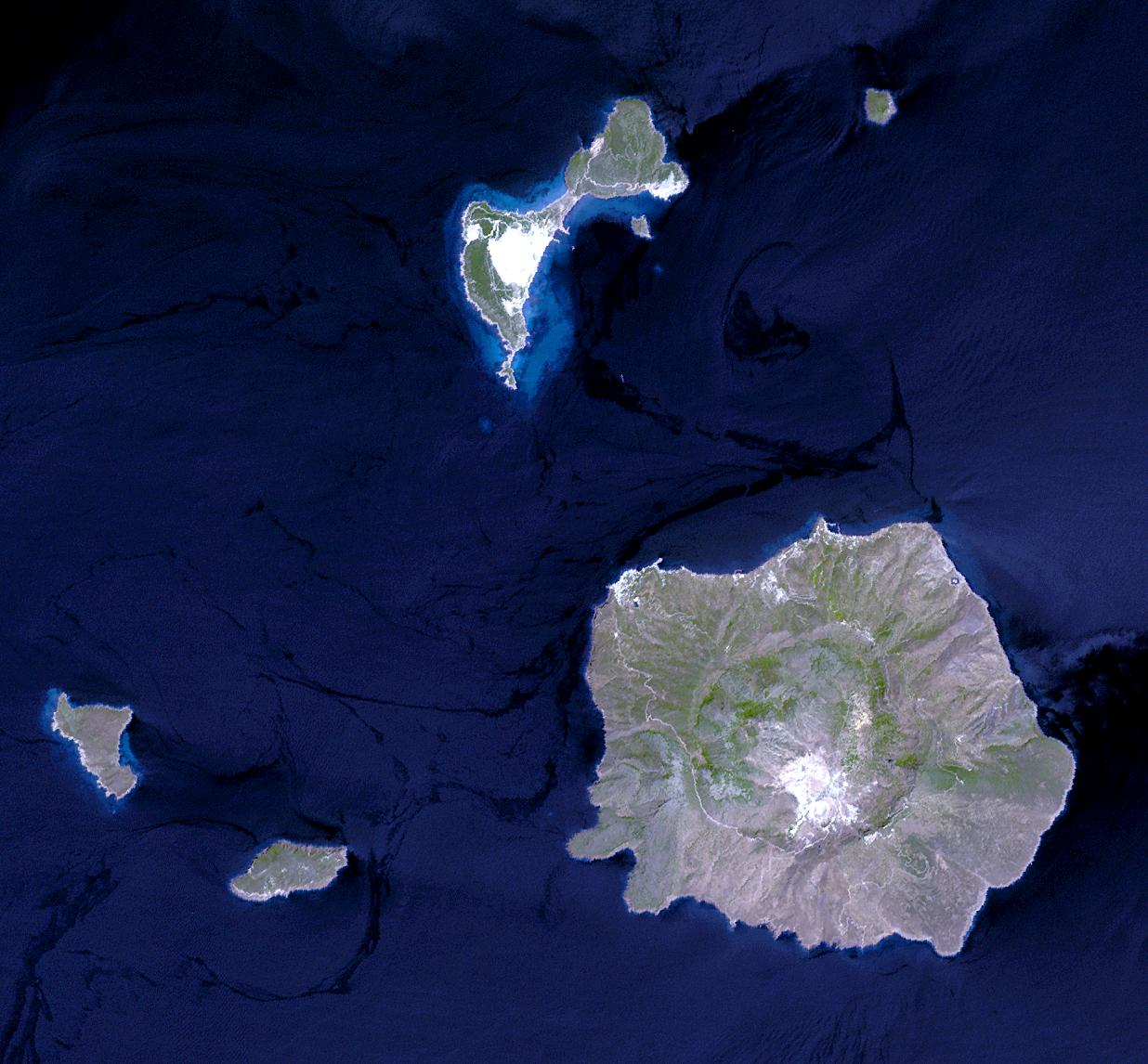
Immagine satellitare dell'isola di Nìsiro

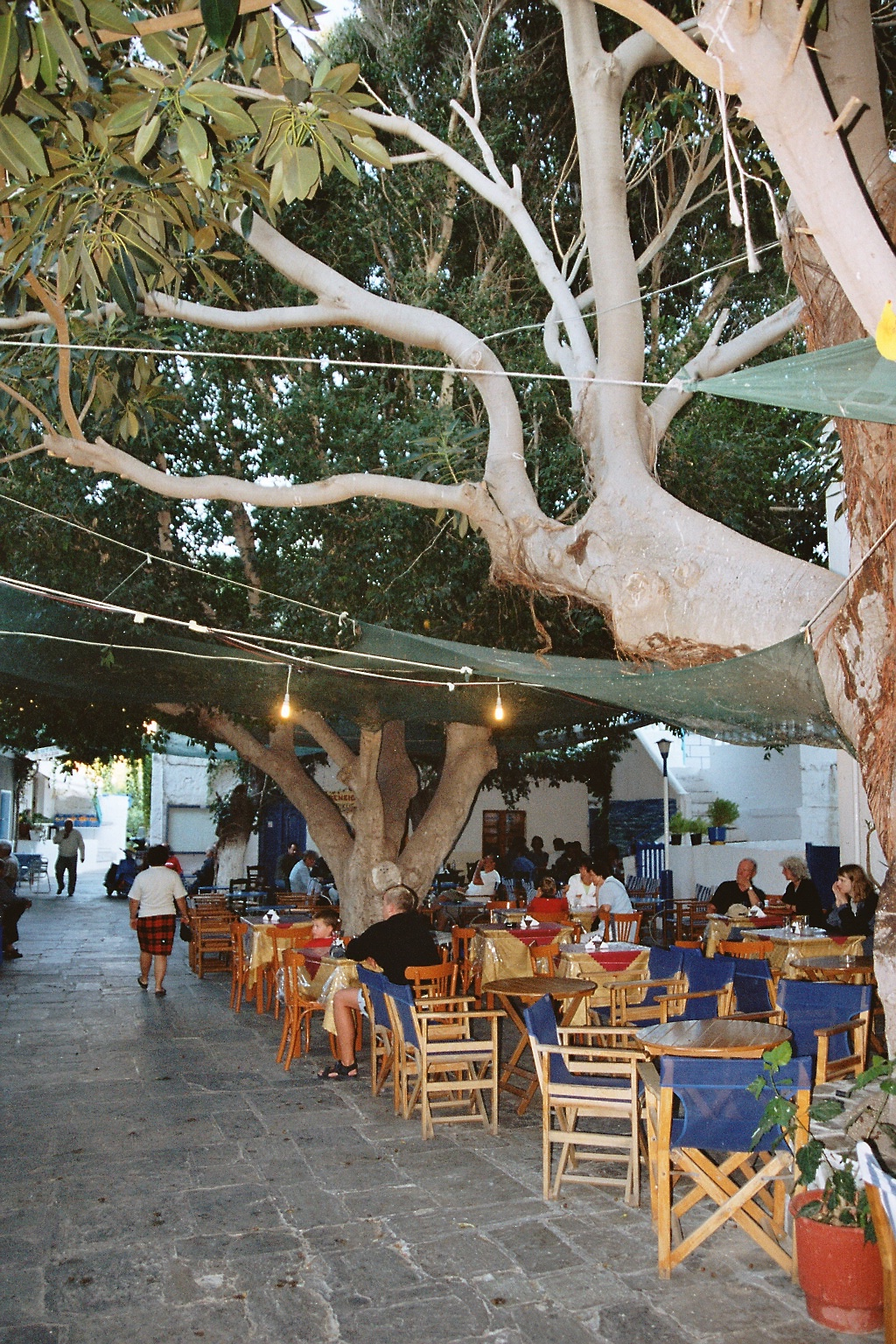
Via a Mandraki, Nisiro

Nìsiro (in greco Νίσυρος?, Nisyros) è un'isola vulcanica appartenente geograficamente al Dodecaneso tra Coo e Piscopi. È a 80 km dal porto di Rodi.
Ha una forma approssimativamente rotonda, con un diametro di circa 8 km e una superficie di 41,2 km². Dal punto di vista amministrativo è un comune della periferia dell'Egeo Meridionale (unità periferica di Coo) con una popolazione di 948 abitanti al censimento 2001 e che comprende oltre all'isola omonima l'isola di Gyali (10 abitanti) e le isole disabitate di Pacheiá, Pergoússa, Kandelioússa, Ágios Antónios e Strogýli
Nisiro è contornata da alcune isolette che formano un arcipelago in miniatura, da cui spicca Gyali. L'isola è in massima parte montuosa. Le sue coste rocciose ospitano litorali fatti di ciottoli neri e ghiaia con qualche rara eccezione. L'antico nome dell'isola era Porfiris.
Una voce importante nell'economia locale è l'estrazione della pomice nell'isoletta di Gyali.

## Il vulcano Polyvatis di Nisiro
È il vulcano più orientale del mar Egeo, facente parte dell'arco vulcanico dell'Egeo meridionale. L'isola è stata formata dalle primarie esplosioni e dalle successive eruzioni degli ultimi 150000 anni. All'interno dell'isola si osservano vari crateri la cui età varia fra i 24000 e i 44000 anni. Cinque effusioni di lava successive hanno poi completamente ricoperto la parte occidentale della caldera vulcanica.
La sezione nord orientale, in località Voriatiko e quella sud occidentale in località Karaviotis, presentano ancora testimonianze di colate laviche avvenute molto più tardi. Una sesta struttura craterica vicino Karaviotis produceva ancora in epoca storica colate laviche che raggiunsero la costa in un periodo compreso tra il 1422 ed il 1888. L'attività vulcanica è limitata attualmente ad emissioni di fumo e a calde sorgenti sulfuree lungo la costa. Nella zona è segnalata anche una certa attività sismica.
Negli anni novanta sono stati effettuati, da un'équipe italo-inglese, test e ricognizioni geologiche sul possibile sfruttamento delle risorse geotermiche per la generazione di energia elettrica "pulita".

## Amministrazione
- Mandraki (Greco: Μανδράκι. Popolazione nel 2001: 661.), centro e porto principale dell'isola, è poco più un pugno di case bianche dai vicoli stretti e raggruppate intorno al castello dei Cavalieri dell'Ordine di San Giovanni, costruito nel XIV secolo sul promontorio che delimita l'insenatura di Mandraki. Al suo interno si trova la cappella di Panaya spilianì (La Madonna delle grotte) con un'iconostasi del XVIII secolo ove spicca l'immagine della Madonna con il bambino di scuola russa.
- Paloi, è un pittoresco villaggio di pescatori collegato al capoluogo da un breve tratto di strada litoranea. Tra i due villaggi, in località Loutrà, dove abbondano sorgenti termali, sono ravvisabili i resti di una villa romana.
- Emporio è un villaggio dell'interno collegato a Paloi da una carrozzabile. Il villaggio si trova al centro di una zona lussureggiante con molte coltivazioni di alberi da frutta e molte sorgenti termali. La strada raggiunge poi l'altipiano Lakki disseminato da crateri.
- Nikià è un altro villaggio dalle candide case in posizione isolata nella zona meridionale dell'isola. È situato su un'altura che domina il cratere Stefano il più grande di Nisyros con un diametro di 300 metri. Avlaki è lo scalo di Nikià sulla costa meridionale.

## Storia
Dal X-XI secolo l'isola fu amministrata da capitani genovesi per conto dell'impero Romano d'Oriente, com'era di consuetudine per gli imperatori bizantini in cambio della protezione dei mari, affidata a clan genovesi dotati di potenti flotte, concedevano a questi di riscuotere i dazi, l'uso dei territori e delle materie prime. 
Nel 1312 i genovesi concessero ai Cavalieri Ospitalieri di stabilirsi sull'isola dietro pagamento. Negli anni seguenti la piccola isola fu teatro di scontri con veneziani, saraceni e pirati, finché nel XVI secolo cadde in mano ai turchi. 
Nel 1912 fu occupata dagli italiani nell'ambito della guerra italo-turca; nel 1944 durante la fine della seconda guerra mondiale fu presa dai tedeschi e al suo termine nel 1945 dagli inglesi, restando sotto il protettorato britannico fino al 1948 quando passò al governo greco.

## Paleocastro
Palaiocastro (o Paleocastro) è l'acropoli dell'antica città di Nisiro a poca distanza dal porto di Mandraki con resti di mura ciclopiche costruite con materiale lavico. Alcuni dei reperti si trovano nel municipio di Mandraki.